# Svájc az 1980. évi téli olimpiai játékokon
Svájc az egyesült államokbeli Lake Placidben megrendezett 1980. évi téli olimpiai játékok egyik részt vevő nemzete volt. Az országot az olimpián 9 sportágban 44 sportoló képviselte, akik összesen 5 érmet szereztek.

## Érmesek
| Érem  | Versenyző                                           | Sportág  | Versenyszám      |
| ----- | --------------------------------------------------- | -------- | ---------------- |
| Arany | Erich Schärer Josef Benz                            | Bob      | Férfi kettes     |
| Ezüst | Erich Schärer Ulrich Bächli Rudolf Marti Josef Benz | Bob      | Férfi négyes     |
| Bronz | Jacques Lüthy                                       | Alpesisí | Férfi műlesiklás |
| Bronz | Marie-Theres Nadig                                  | Alpesisí | Női lesiklás     |
| Bronz | Erika Hess                                          | Alpesisí | Női műlesiklás   |

## Alpesisí
Férfi
| Versenyző         | Versenyszám      | 1. futam      | 1. futam      | 2. futam | 2. futam | Összesítés    | Összesítés    |
| Versenyző         | Versenyszám      | Idő           | Hely.         | Idő      | Hely.    | Idő           | Helyezés      |
| ----------------- | ---------------- | ------------- | ------------- | -------- | -------- | ------------- | ------------- |
| Toni Bürgler      | Lesiklás         |               |               |          |          | nem ért célba | nem ért célba |
| Jean-Luc Fournier | Műlesiklás       | 58,95         | 28.           | 54,53    | 23.      | 1:53,48       | 23.           |
| Jean-Luc Fournier | Óriás-műlesiklás | nem ért célba | nem ért célba | kiesett  | kiesett  | kiesett       | kiesett       |
| Joël Gaspoz       | Műlesiklás       | nem ért célba | nem ért célba | kiesett  | kiesett  | kiesett       | kiesett       |
| Joël Gaspoz       | Óriás-műlesiklás | 1:21,10       | 5.            | 1:21,95  | 6.       | 2:43,05       | 7.            |
| Erwin Josi        | Lesiklás         |               |               |          |          | 1:50,03       | 24.           |
| Peter Lüscher     | Műlesiklás       | nem ért célba | nem ért célba | kiesett  | kiesett  | kiesett       | kiesett       |
| Peter Lüscher     | Óriás-műlesiklás | nem ért célba | nem ért célba | kiesett  | kiesett  | kiesett       | kiesett       |
| Jacques Lüthy     | Műlesiklás       | 53,70         | 2.*           | 51,36    | 6.       | 1:45,06       |               |
| Jacques Lüthy     | Óriás-műlesiklás | 1:21,55       | 11.           | 1:21,20  | 2.       | 2:42,75       | 5.            |
| Peter Müller      | Lesiklás         |               |               |          |          | 1:46,75       | 4.            |
| Urs Räber         | Lesiklás         |               |               |          |          | 1:49,16       | 18.           |

Női
| Versenyző                | Versenyszám      | 1. futam      | 1. futam      | 2. futam      | 2. futam      | Összesítés | Összesítés |
| Versenyző                | Versenyszám      | Idő           | Hely.         | Idő           | Hely.         | Idő        | Helyezés   |
| ------------------------ | ---------------- | ------------- | ------------- | ------------- | ------------- | ---------- | ---------- |
| Annemarie Bischofsberger | Lesiklás         |               |               |               |               | 1:41,93    | 20.        |
| Doris de Agostini        | Lesiklás         |               |               |               |               | 1:41,26    | 17.*       |
| Erika Hess               | Műlesiklás       | 43,50         | 5.            | 44,39         | 5.            | 1:27,89    |            |
| Erika Hess               | Óriás-műlesiklás | 1:15,27       | 4.            | nem ért célba | nem ért célba | kiesett    | kiesett    |
| Marie-Theres Nadig       | Lesiklás         |               |               |               |               | 1:38,36    |            |
| Marie-Theres Nadig       | Műlesiklás       | nem ért célba | nem ért célba | kiesett       | kiesett       | kiesett    | kiesett    |
| Marie-Theres Nadig       | Óriás-műlesiklás | nem ért célba | nem ért célba | kiesett       | kiesett       | kiesett    | kiesett    |
| Brigitte Nansoz          | Műlesiklás       | 45,52         | 17.           | nem ért célba | nem ért célba | kiesett    | kiesett    |
| Brigitte Nansoz          | Óriás-műlesiklás | 1:18,09       | 18.           | 1:30,11       | 15.           | 2:48,20    | 16.        |
| Bernadette Zurbriggen    | Lesiklás         |               |               |               |               | 1:40,74    | 11.*       |

* - egy másik versenyzővel azonos eredményt ért el

## Biatlon
| Versenyző     | Versenyszám  | Lövőhiba | Időeredmény | Helyezés |
| ------------- | ------------ | -------- | ----------- | -------- |
| Urs Brechbühl | 10 km sprint | 4        | 36:32,66    | 30.      |
| Urs Brechbühl | 20 km egyéni | 8        | 1:19:59,13  | 34.      |
| Roland Burn   | 10 km sprint | 5        | 36:52,35    | 32.      |
| Roland Burn   | 20 km egyéni | 11       | 1:21:12,97  | 37.      |

## Bob
| Versenyző                                                      | Versenyszám | 1. futam | 1. futam | 2. futam | 2. futam | 3. futam | 3. futam | 4. futam | 4. futam | Összesítés | Összesítés |
| Versenyző                                                      | Versenyszám | Idő      | Hely.    | Idő      | Hely.    | Idő      | Hely.    | Idő      | Hely.    | Idő        | Helyezés   |
| -------------------------------------------------------------- | ----------- | -------- | -------- | -------- | -------- | -------- | -------- | -------- | -------- | ---------- | ---------- |
| Hans Hiltebrand Walter Rahm                                    | Kettes      | 1:02,37  | 2.       | 1:02,96  | 5.       | 1:03,35  | 10.      | 1:02,64  | 3.       | 4:11,32    | 4.         |
| Erich Schärer Sepp Benz                                        | Kettes      | 1:01,87  | 1.       | 1:02,76  | 2.       | 1:02,29  | 1.       | 1:02,44  | 1.       | 4:09,36    |            |
| Erich Schärer Ueli Bächli Ruedi Marti Sepp Benz                | Négyes      | 1:00,31  | 3.       | 1:00,41  | 3.       | 1:00,02  | 2.       | 1:00,13  | 1.       | 4:00,87    |            |
| Hans Hiltebrand Ulrich Schindler Walter Rahm Armin Baumgartner | Négyes      | 1:01,13  | 7.       | 1:01,00  | 5.*      | 1:00,54  | 7.       | 1:01,02  | 6.       | 4:03,69    | 6.         |

* - egy másik csapattal azonos eredményt ért el

## Északi összetett
| Versenyző         | Síugrás | Síugrás | Sífutás | Sífutás | Sífutás | Összesítés | Összesítés |
| Versenyző         | Pont    | Hely.   | Idő     | Pont    | Hely.   | Pont       | Helyezés   |
| ----------------- | ------- | ------- | ------- | ------- | ------- | ---------- | ---------- |
| Ernst Beetschen   | 170,3   | 27.     | 50:09,2 | 198,295 | 16.     | 368,595    | 21.        |
| Karl Lustenberger | 212,7   | 6.      | 50:01,1 | 199,510 | 14.     | 412,210    | 6.         |

## Gyorskorcsolya
Női
| Versenyző      | Versenyszám | Eredmény | Helyezés |
| -------------- | ----------- | -------- | -------- |
| Silvia Brunner | 500 m       | 43,72    | 13.      |
| Silvia Brunner | 1000 m      | 1:31,79  | 29.      |

## Műkorcsolya
| Versenyző        | Versenyszám | Kötelező elemek   | Kötelező elemek | Rövid program     | Rövid program | Kűr               | Kűr   | Összesítés                     | Összesítés                     | Összesítés                     | Összesítés                     | Összesítés                     | Összesítés                     | Összesítés                     | Összesítés                     | Összesítés                     | Összesítés        | Összesítés        | Összesítés  | Összesítés | Összesítés |
| Versenyző        | Versenyszám | Kötelező elemek   | Kötelező elemek | Rövid program     | Rövid program | Kűr               | Kűr   | Helyezési pontszámok bírónként | Helyezési pontszámok bírónként | Helyezési pontszámok bírónként | Helyezési pontszámok bírónként | Helyezési pontszámok bírónként | Helyezési pontszámok bírónként | Helyezési pontszámok bírónként | Helyezési pontszámok bírónként | Helyezési pontszámok bírónként | Több. hely. száma | Több. hely. össz. | Hely. össz. | Pont       | Helyezés   |
| Versenyző        | Versenyszám | Több. hely. száma | Hely.           | Több. hely. száma | Hely.         | Több. hely. száma | Hely. | 1                              | 2                              | 3                              | 4                              | 5                              | 6                              | 7                              | 8                              | 9                              | Több. hely. száma | Több. hely. össz. | Hely. össz. | Pont       | Helyezés   |
| ---------------- | ----------- | ----------------- | --------------- | ----------------- | ------------- | ----------------- | ----- | ------------------------------ | ------------------------------ | ------------------------------ | ------------------------------ | ------------------------------ | ------------------------------ | ------------------------------ | ------------------------------ | ------------------------------ | ----------------- | ----------------- | ----------- | ---------- | ---------- |
| Denise Biellmann | Női egyéni  | 5×13+             | 12.             | 9×2+              | 2.            | 6×1+              | 1.    | 4,0                            | 5,0                            | 6,0                            | 6,0                            | 4,0                            | 6,0                            | 4,0                            | 4,0                            | 4,0                            | 5×4+              | 20,0              | 43,0        | 180,06     | 4.         |
| Danielle Rieder  | Női egyéni  | 5×8+              | 9.              | 7×14+             | 15.           | 9×16+             | 16.   | 14,0                           | 13,0                           | 15,0                           | 16,0                           | 15,0                           | 14,0                           | 13,0                           | 14,0                           | 11,0                           | 6×14+             | 79,0              | 125,0       | 165,46     | 14.        |

## Sífutás
Férfi
| Versenyző                                                         | Versenyszám     | Eredmény      | Helyezés      |
| ----------------------------------------------------------------- | --------------- | ------------- | ------------- |
| Gaudenz Ambühl                                                    | 30 km           | 1:32:06,20    | 24.           |
| Gaudenz Ambühl                                                    | 50 km           | nem ért célba | nem ért célba |
| Heinz Gähler                                                      | 30 km           | 1:33:43,68    | 29.           |
| Heinz Gähler                                                      | 50 km           | 2:35:11,20    | 14.           |
| Konrad Hallenbarter                                               | 15 km           | 44:42,12      | 29.           |
| Konrad Hallenbarter                                               | 50 km           | nem ért célba | nem ért célba |
| Eduard Hauser                                                     | 30 km           | 1:31:20,09    | 15.           |
| Francis Jacot                                                     | 30 km           | 1:36:50,46    | 42.           |
| Hansüli Kreuzer                                                   | 15 km           | 44:44,66      | 32.           |
| Franz Renggli                                                     | 15 km           | 44:38,66      | 27.           |
| Franz Renggli                                                     | 50 km           | 2:33:27,56    | 10.           |
| Alfred Schindler                                                  | 15 km           | 44:52,93      | 35.           |
| Hansrüli Kreuzer Konrad Hallenbarter Eduard Hauser Gaudenz Ambühl | 4 × 10 km váltó | 2:03:36,57    | 7.            |

Női
| Versenyző       | Versenyszám | Eredmény | Helyezés |
| --------------- | ----------- | -------- | -------- |
| Evi Kratzer     | 5 km        | 16:14,34 | 23.      |
| Evi Kratzer     | 10 km       | 33:03,65 | 27.      |
| Cornelia Thomas | 5 km        | 16:43,85 | 34.      |
| Cornelia Thomas | 10 km       | 33:57,94 | 36.      |

## Síugrás
| Versenyző         | Versenyszám | 1. ugrás | 1. ugrás | 2. ugrás | 2. ugrás | Összesítés | Összesítés |
| Versenyző         | Versenyszám | Pont     | Hely.    | Pont     | Hely.    | Pont       | Helyezés   |
| ----------------- | ----------- | -------- | -------- | -------- | -------- | ---------- | ---------- |
| Paul Egloff       | Normálsánc  | 80,2     | 43.      | 91,5     | 42.      | 171,7      | 43.        |
| Paul Egloff       | Nagysánc    | 87,8     | 44.      | 79,4     | 44.      | 167,2      | 47.        |
| Karl Lustenberger | Nagysánc    | 104,4    | 25.*     | 98,7     | 33.      | 203,1      | 30.        |
| Robert Mösching   | Normálsánc  | 97,6     | 34.*     | 95,0     | 38.      | 192,6      | 37.        |
| Robert Mösching   | Nagysánc    | 118,4    | 12.      | 104,1    | 23.      | 222,5      | 17.        |
| Hansjörg Sumi     | Normálsánc  | 117,5    | 13.      | 125,1    | 5.       | 242,6      | 9.         |
| Hansjörg Sumi     | Nagysánc    | 135,0    | 1.       | 107,7    | 18.      | 242,7      | 7.         |

* - egy másik versenyzővel azonos eredményt ért el

## Szánkó
| Versenyző     | Versenyszám | 1. futam      | 1. futam      | 2. futam      | 2. futam      | 3. futam | 3. futam | 4. futam | 4. futam | Összesítés | Összesítés |
| Versenyző     | Versenyszám | Idő           | Hely.         | Idő           | Hely.         | Idő      | Hely.    | Idő      | Hely.    | Idő        | Helyezés   |
| ------------- | ----------- | ------------- | ------------- | ------------- | ------------- | -------- | -------- | -------- | -------- | ---------- | ---------- |
| Markus Kägi   | Férfi egyes | 54,224        | 28.           | nem ért célba | nem ért célba | kiesett  | kiesett  | kiesett  | kiesett  | kiesett    | kiesett    |
| Ueli Schenkel | Férfi egyes | nem ért célba | nem ért célba | kiesett       | kiesett       | kiesett  | kiesett  | kiesett  | kiesett  | kiesett    | kiesett    |